# Dudley DeGroot
Dudley Sargent DeGroot (* 10. November 1899 in Chicago, Illinois; † 5. Mai 1970 in El Cajon, Kalifornien) war ein US-amerikanischer Football- und Rugby-Union-Spieler und späterer erfolgreicher College- und NFL-Trainer. DeGroot wurde mit der US-Auswahl 1924 Rugby-Union-Olympiasieger und als College-Footballspieler im selben Jahr ein All-American; nach seiner Zeit als aktiver Sportler trainierte er erfolgreich zahlreiche College-Footballmannschaften, sowie in den 1940ern mehrere Profiteams, darunter 1944/45 die Washington Redskins.

## Sportler
DeGroot war ein vielseitig talentierter Sportler; er gehörte den Mannschaften der Stanford University im Wasserball sowie Basketball an und wurde 1922 als Kapitän der Football-Mannschaft als erster Spieler der Universität Football-All-American. Daneben war er 1923 und 1924 IC4A-Meister im Rückenschwimmen.
1924 wurde DeGroot, obwohl kein erfahrener Rugby-Spieler, in die US-Auswahl für das olympische Rugby-Turnier in Paris berufen; er kam im entscheidenden Spiel gegen Frankreich in der Dritten Sturm-Reihe (die genaue Position wurde im Spielbericht nicht vermerkt) zum Einsatz, wo ihm ein Versuch gelang.

## Football-Coach
DeGroot wurde 1926 Assistent des Cheftrainers der University of California, Santa Barbara, bevor er 1927–32 Chefcoach des Menlo College wurde. 1932 ging er zur San José State, wo er zuerst kurz Assistent von Pop Warner war, bevor er 1933 Cheftrainer der Mannschaft wurde. 1939 gelang den San José Spartans unter DeGroot jedes der 13 Saisonspiele bei einem Gesamtpunkteverhältnis von 324:29 zu gewinnen. 1940–43 war DeGroot dann Trainer der University of Rochester.
Auch als Coach der Redskins war DeGroot erfolgreich. Während das Franchise in der ersten Saison 1944 durch Niederlagen an den beiden letzten beiden Spieltage gegen die New York Giants das Meisterschaftsspiel verpasste, genügten 1945 acht Siege in zehn Spielen zum Einzug ins Endspiel; das Endspiel ging sehr knapp mit 14:15 gegen die noch in Cleveland spielenden Rams verloren. Insgesamt gewannen die Redskins 14 der 21 Spiele unter DeGroots Trainerschaft. Zur Saison 1946 wechselte er in die neu gegründete Konkurrenzliga All-America Football Conference zu den Los Angeles Dons. Die Dons waren in den beiden Jahren, die DeGroot sie coachte, mäßig erfolgreich. Jeweils ein Sieg mehr, als Niederlagen ergaben jeweils den dritten Platz in der Westdivision der Liga, DeGroots erreichte eine Gesamtbilanz in LA von 12 Siegen bei zwei Unentschieden und zehn Niederlagen.
1948 kehrte er als Cheftrainer der West Virginia University in den College Football zurück; in zwei Jahren erreichte sein Team eine Bilanz von 13-9-1, seine letzte Headcoachstation war die University of New Mexico, wo er in den Jahren 1950–52 eine Gesamtbilanz von 13-17-0 erreichte.

## Sonstiges
DeGroot war promovierter Erziehungswissenschaftler und ein renommierter Ornithologe mit einer Spezialisierung auf die Oologie.
Neben seiner Trainertätigkeit war DeGroot Football-Funktionär, unter anderem war er 1951–53 Vorsitzender des Ethikausschusses des American-Football-Trainerverbandes, während seiner Amtszeit wurde erstmals ein geschriebener Ethikcodex erarbeitet.

## Ehrungen
DeGroot wurde für seine Leistungen als College-Football-Trainer in die College Football Hall of Fame, 2002 in die Hall of Honor der University of New Mexico aufgenommen.

## Werke
- A history of physical education in California (1848-1939), Diss., Stanford University Press 1940